# Julia Strachey
Pour les articles homonymes, voir Strachey.
Julia Strachey, née le 14 août 1901 à Allahabad, aux Indes, et morte en 1979, est une écrivaine britannique. 

## Biographie

### Jeunesse
Son père, Oliver Strachey, est alors fonctionnaire aux Indes britanniques. Sa mère, Ruby, est d'origine suisse allemande. Julia Strachey a passé les six premières années de sa vie aux Indes, avant de vivre à Londres. Après le divorce de ses parents, elle vit plusieurs années chez sa tante Elinor Rendel puis elle est pensionnaire à Brackenhurst, à Hindhead, dans le Surrey. Elle se lie avec l'écrivaine Alys Pearsall Smith par l'intermédiaire de sa belle-mère, Ray Strachey.

### Liens avec leBloomsbury Group
À la fois par l'intermédiaire de Lytton Strachey et grâce au renom dont elle jouit après la publication de son roman Cheerful Weather for the Wedding, publié par la Hogarth Press, elle attire l'attention du Bloomsbury Group. Virginia Woolf fait une critique positive de ce livre : « I think it astonishingly good - complete and sharp and individual ». Julia Strachey est bientôt intégrée au Bloomsbury Group et participe à leurs activités. Ces liens ont une influence sur sa écriture. Jusqu'en 1964, elle fréquente assidument le Bloomsbury's Memoir Club, dont les membres évoquent et rédigent leurs souvenirs communs. Elle publie des nouvelles dans des magazines et écrit des romans.

### Vie personnelle
En 1927, Julia Strachey épouse le sculpteur Stephen Tomlin, créateur des bustes de Lytton Strachey et de Virginia Woolf. À partir de 1939, elle vit avec Lawrence Gowing.

## Publications
- Cheerful Weather for the Wedding, 1932, rééd. Persephone Books, 2009
- Fragments of a Diary, 1940
- Pioneer City, 1943
- The Man on the Pier, 1951, rééd. par Penguin, sous l'intitulé An Integrated Man, 1978
- Animalia, publié par le New Yorker sous l'intitulé Can't you get me out of here?, 1959
- Complements of the season, in V. S. Pritchett (éd.) Turnstile One, 1948